# 谭作钧
谭作钧（1968年10月22日—），男，湖南茶陵人，中华人民共和国政治人物，中国共产党党员。武汉大学法学院国际法系毕业，研究生学历，法学硕士，工商管理硕士。中共第十九届中央候补委员。

## 生平
大学毕业后，1990年8月参加工作，在江南造船厂锻炼，后在中国船舶工业贸易公司工作。1998年任香港飞力船务有限公司副总经理、总经理。2000年任香港华联船舶有限公司副总经理、总经理。2001年任香港华联船舶有限公司总经理、中船置业有限公司总经理。2002年6月任中国船舶工业集团公司总经理助理兼上海外高桥造船有限公司董事长。2003年11月后任中国船舶工业集团公司副总经理、党组成员兼上海外高桥造船有限公司董事长、党委书记。2005年11月任中国船舶工业集团公司副总经理、党组成员兼上海外高桥造船有限公司党委书记、中船江南重工股份有限公司董事长。2007年1月任中国船舶工业集团公司副总经理、党组成员兼中船江南重工股份有限公司董事长。2008年7月任中国船舶工业集团公司总经理、党组副书记。
2012年7月，任辽宁省人民政府副省长。2015年1月，任中共辽宁省委常委、省委秘书长，为当时大陆最年轻的省委常委。2016年1月，任中共辽宁省委常委、辽宁省人民政府常务副省长。2016年11月，兼任辽宁省国资委党委书记。2017年2月，任中共辽宁省委常委、中共大连市委书记。
2021年6月，调任国务院国有资产监督管理委员会副主任。

## 家庭
祖父谭余保为中共元老。